# Liste de personnalités liées à Étretat
Cet article liste les personnalités liées à Étretat, commune française située dans le département de la Seine-Maritime.

## Personnalités liées à la commune d'Étretat

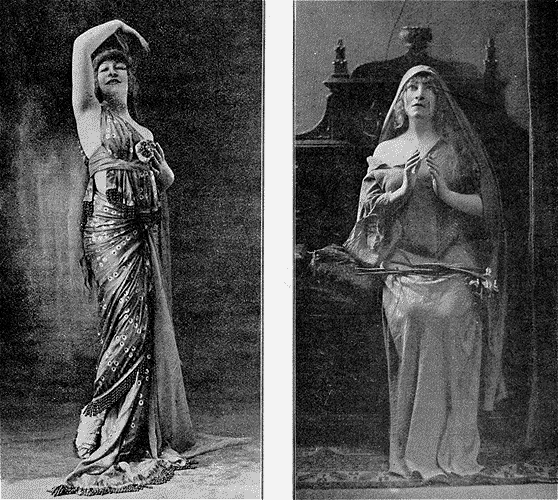
Georgette Leblanc (Madame Maeterlinck) en 1913.

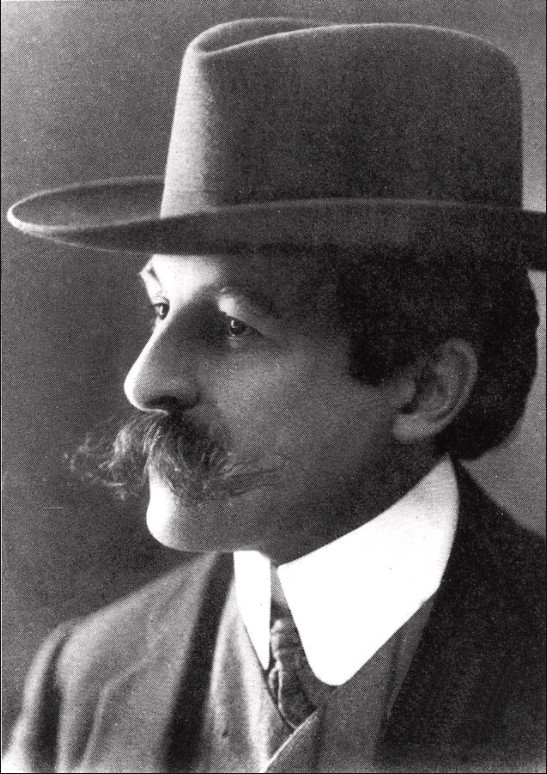
Maurice Leblanc, père d'Arsène Lupin.

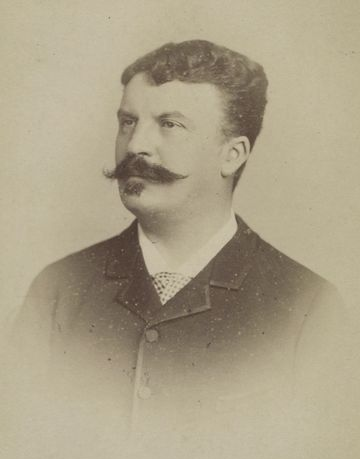
Guy de Maupassant, jeune homme.

### Personnalités nées à Étretat
- Jacques de Biez (1852-1915), journaliste, historien et critique d'art.
- Thomas-Paul-Henri Lemonnier (1853-1927), évêque.
- Élie Halévy (1870-1937), philosophe et historien.
- Charles Artus (1897-1978), sculpteur animalier et graveur.
- Guillaume Georges-Picot (1898-1985), diplomate.
- Marcel Cramoysan (1915-2007), artiste peintre.
- Jean-Pierre Soulier (1915-2003), hématologue.
- Peter Hobbs (1918-2011), acteur américain.

### Personnalités mortes à Étretat
- Félix Désiré Dehèque (1794-1870), helléniste.
- Louis Dorus (1812-1896), flûtiste.
- Adrien Decourcelle (1821-1892), homme de lettres et dramaturge.
- Léon Olivié (1833-1901), artiste peintre.
- Zélie Trebelli-Bettini (1836-1892), chanteuse lyrique.
- Léon Brémont (1852-1939), comédien et écrivain.
- Robert Degouy (1852-1942), officier de marine et historien.
- René de Saint-Delis (1876-1958), artiste peintre.
- Arnaud Massy (1877-1950), joueur de golf.
- Étienne Trocmé (1924-2002), historien.
- Marc Gilbert (1934-1982),  journaliste et animateur-producteur.
- Dominique Constanza (1948-2013), actrice.

### Personnalités qui ont séjourné à Étretat
- Eugène Delacroix (1798-1863), artiste peintre, y a séjourné.
- Paul Huet (1803-1869), artiste peintre, y a séjourné.
- Eugène Isabey (1803-1886), artiste peintre, lithographe et aquarelliste, a habité à Étretat.
- Eugène Lepoittevin (1806-1870), artiste peintre, lithographe, illustrateur et caricaturiste. Il a habité à Étretat.
- Marie-Christine de Bourbon-Siciles (1806-1878), reine d'Espagne, a séjourné au château des Aygues
- Narcisse Díaz de la Peña (1807-1876), artiste peintre, habitait la villa Caprice.
- Eugène-André Oudiné (1810-1887), sculpteur et médailleur, habitait la villa Oudiné qu'il avait fait construire.
- Gustave Courbet (1819-1877), artiste peintre, y a séjourné.
- Jacques Offenbach (1819-1880), compositeur et violoncelliste, y a habité.

- Isabelle II (1830-1904), reine d'Espagne, a séjourné au château des Aygues
- Jean-Baptiste Faure (1830-1914), chanteur d'opéra, y possédait une villa.
- Edgar Degas (1834-1917), artiste peintre, y a séjourné.
- Algernon Swinburne (1837-1909), poète, a séjourné à Étretat en 1868.
- Claude Monet (1840-1926), artiste peintre, y a séjourné.

- Guy de Maupassant (1850-1893),  écrivain et journaliste littéraire. Il a passé son enfance dans la commune.
- Maurice Leblanc (1864-1941), écrivain, y a habité.
- René Coty (1882-1962), président de la République française, y avait sa résidence secondaire.
- Benoît Duteurtre (1960), romancier, essayiste et critique musical, y a séjourné.
- Pete Doherty (1979), auteur-compositeur-interprète britannique de rock, habite  depuis 2016à Étreta[1].

### Autres personnalités
- Jean-Baptiste Camille Corot (1796-1875), artiste peintre et graveur.
- Hortense Schneider (1833-1920), cantatrice.
- Jean Émile Renié (1835-1910), artiste peintre et sculpteur.
- Louis Le Poittevin (1847-1909), artiste peintre.

- Gustave Charpentier (1860-1956), compositeur.
- Jacques-Émile Blanche (1861-1942), artiste peintre, graveur et écrivain.
- Maurice Maeterlinck (1862-1949), écrivain belge.
- Georgette Leblanc (1869-1941), cantatrice et actrice de théâtre.

- Henri Matisse (1869-1954), artiste peintre.
- Henriette Renié (1875-1956), harpiste, pédagogue et compositrice.
- François Coli (1881-1927), pilote d'avion.
- Charles Nungesser (1892-1927), pilote d'avion. La commune lui érige une stèle en 1928.
- Vincent Lindon (1959), acteur. Son grand-père fut maire de la commune.

- Xavier Beauvois (1967), cinéaste.
- Claude-Samuel Lévine (1967), musicien, compositeur et interprète. Il a réalisé des clips vidéo dédiés au site des falaises.
- Jérôme Le Banner (1972), kick-boxeur.